# Kayabaşı, Alanya
Kayabaşı là một xã thuộc huyện Alanya, tỉnh Antalya, Thổ Nhĩ Kỳ. Dân số thời điểm năm 2011 là 566 người.